# Катастрофа літака Лінь Бяо
47°42′ пн. ш. 111°15′ сх. д. / 47.7° пн. ш. 111.25° сх. д.
Катастрофа Trident під Ундер-Ханом відбулася 13 вересня 1971 на околицях міста Ундер-Хан, Монгольська Народна Республіка. Літак Hawker Siddeley Trident з бортовим номером 256 летів у СРСР, на його борту знаходився міністр національної оборони КНР Лінь Бяо з дружиною та сином. За офіційною версією, катастрофа сталася через те, що в баках скінчилося авіапальне, проте є й інші версії.

## Події
Лінь Бяо планував організувати військовий переворот (Проєкт 571), підірвавши поїзд, в якому знаходився Мао Цзедун, проте той змінив напрямок, а про проєкт стало відомо китайським спецслужбам. Лінь Бяо вирішив тікати з Китаю на реактивному літаку «Trident». Проте літак упав на території Монголії.

## Місце катастрофи
Якийсь монгол, на ім'я Дондог, одним із перших, який опинився на місці катастрофи, згадував: «Серед уламків ми знайшли вісім людей. Всі вони були мертві, сильно обгоріли, але, певне, вже від степової пожежі. У жінки залишилися якісь тасьми на ногах і грудях, у чоловіків — сліди військового обмундирування. Цікаво, що всі лежали майже однаково - вгору обличчям, з розкинутими руками та ногами. Дев'ятий, якого ми знайшли пізніше осторонь уламків, був у жовтій шкіряній куртці та лежав обличчям униз. Я думаю, він одразу не загинув і навіть відповзав від літака. Але ми все одно запізнилися…» Далі монгольський свідок каже, що навколо згорілого літака валялося багато порцелянового посуду, столові прилади, фотоапарат, магнітофон, кілька пістолетів і пачки французьких презервативів.